# Hulikere, Kudligi
Hulikere là một làng thuộc tehsil Kudligi, huyện Bellary, bang Karnataka, Ấn Độ.